# Бьено
Бьено (итал. Bieno) — коммуна в Италии, располагается в области Трентино- Альто-Адидже, в провинции Тренто.
Население коммуны, на 01.01.2023 года, составляло 466 человек, плотность населения ─ 39,79 чел./км². Коммуна занимает площадь 11,71 км². Почтовый индекс — 38050. Телефонный код — 0461.
Покровителем коммуны почитается священномученик Власий Севастийский, празднование 3 февраля.

## Население
Динамика населения:

## Администрация коммуны
- Официальный сайт: